# Arepa
L'arepa, tortilla o changa és un aliment fet de pasta de blat de moro molt o de farina de blat de moro precuita, de forma circular i semi aplanada, popular i tradicional en les gastronomies de Colòmbia, Panamà, Bolívia i Veneçuela. A causa dels intercanvis migratoris amb Veneçuela, també s'és difosa a les Illes Canàries.

## Etimologia
Una etimologia de la paraula arepa és de la veu erepa, que significa blat de moro pels cumanagots. La paraula arepa va ser acceptada per la Reial Acadèmia Espanyola en 1884.
L'arepa va ser denominada tijitafun pels indígenes guanes, en l'actual departament de Santander, Colòmbia.

## Història
L'arepa era preparada i consumida pels aborígens des de temps precolombins als actuals territoris pertanyents a Colòmbia, Panamà i Veneçuela.

## Varietats regionals

### Colòmbia

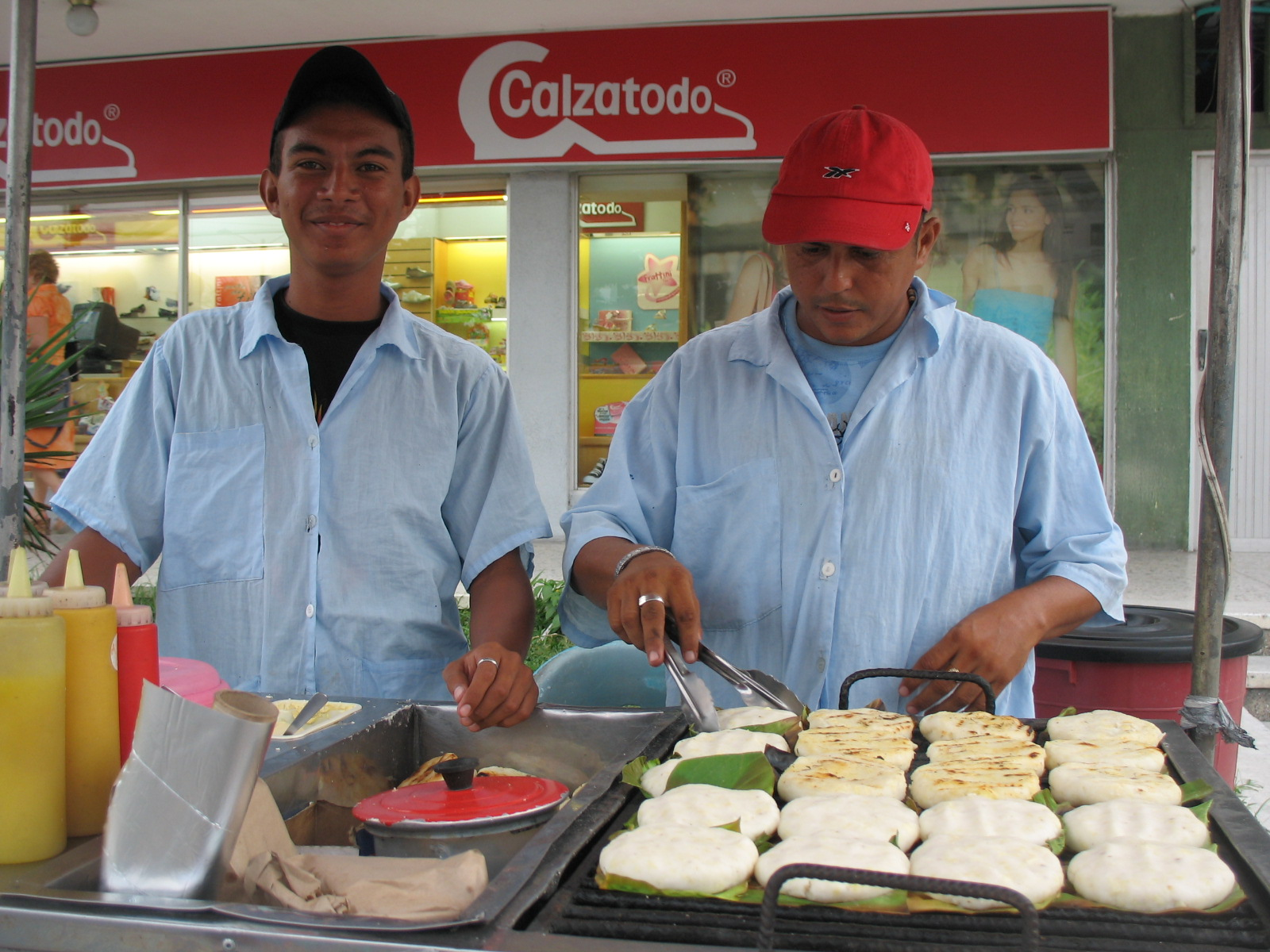
Venda d'arepas rostides a la planxa sobre fulles de bijao en Barranquilla.

La arepa és un reconeguda ícona de la gastronomia de Colòmbia, on hi ha unes 75 receptes regionals. Segons una recerca realitzada per l'Acadèmia Colombiana de Gastronomia, «La arepa fa part del nostre patrimoni cultural i pot ser considerada com un símbol d'unitat gastronòmica nacional».
Al Departament d'Antioquia la arepa acompanya tots els menjars del dia i s'atorga un collaret de arepas per condecorar a personatges il·lustres.

### Costa Rica
A la província de Guanacaste es preparen arepas en forma de coques grans i torrades, amanides amb formatge tipus Bagaces. A la Vall Central, durant l'època colonial, en Cartago, se'ls emplenava amb carn de porc.

### Espanya

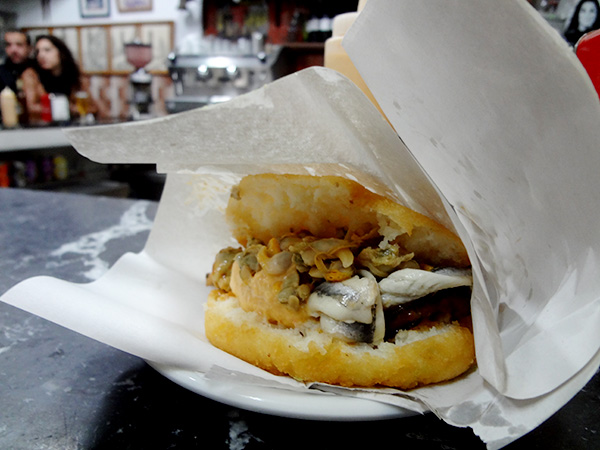
Arepa "Gomera", La Laguna, Tenerife, Illes Canàries.

Les arepas estan presents en les Canàries a causa dels fluxos poblacionals entre les illes i Veneçuela en el passat; es poden trobar sobretot a la província de Santa Cruz de Tenerife, sent rares a les illes orientals de l'arxipèlag. Moltes de les arepas que es consumeixen en els bars i restaurants de les illes són fregides en lloc de rostides a la planxa. Algunes incorporen ingredients de la gastronomia local com el formatge tendre o el plàtan canari.

### Panamà

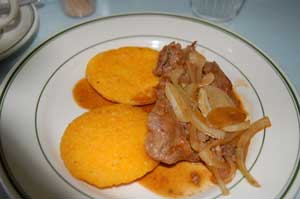
Tortilla amb bictec de fetge.

A Panamà aquest aliment és denominat usualment tortilla, no obstant això, el seu nom varia depenent del tipus de blat de moro que s'utilitzi per a la seva preparació. Les preparades amb blat de moro groc nou i rostides se'ls denomina changa, i a les preparades amb blat de moro groc vell, ja sigui rostides o fregides se'ls denomina tortilla.

### Veneçuela

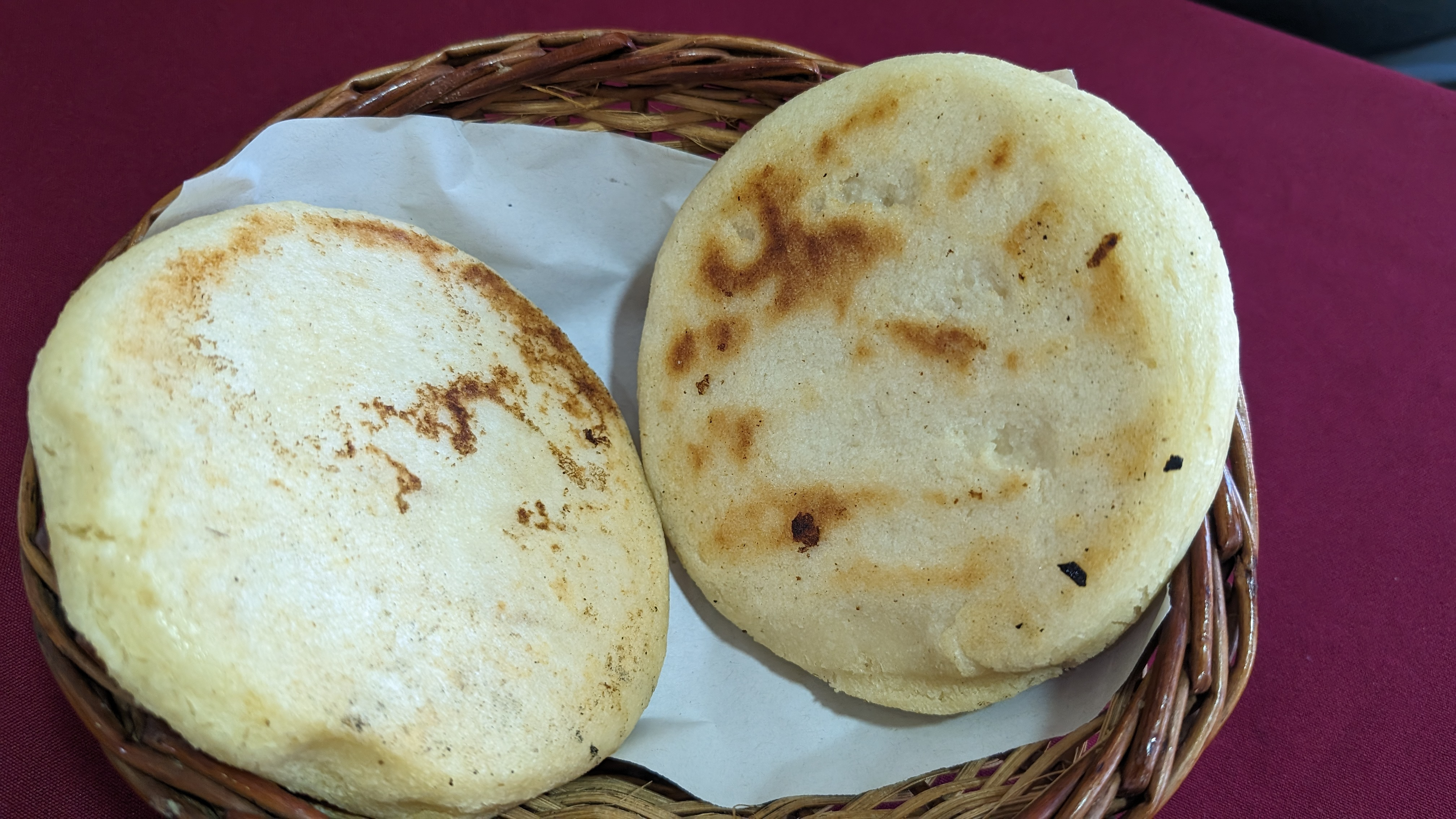
Arepes veneçolanes

L'arepa és el plat típic veneçolà per excel·lència al costat de la hallaca. És consumida en tota la geografia del país, se sol menjar gairebé tots els dies en el esmorzar o en el sopar, ja sigui com a plat principal o com a acompanyant.